# Bundesautobahn 42
La Bundesautobahn 42, abbreviata anche in A 42, è una autostrada tedesca che collega la città di Dortmund con l'autostrada A 57 verso i Paesi Bassi.
Ha un percorso parallelo a quello dell'autostrada A 40 ed anch'essa passa per Duisburg ed Essen.
Si snoda per tutto il suo tracciato nella Renania Settentrionale-Vestfalia.

## Percorso

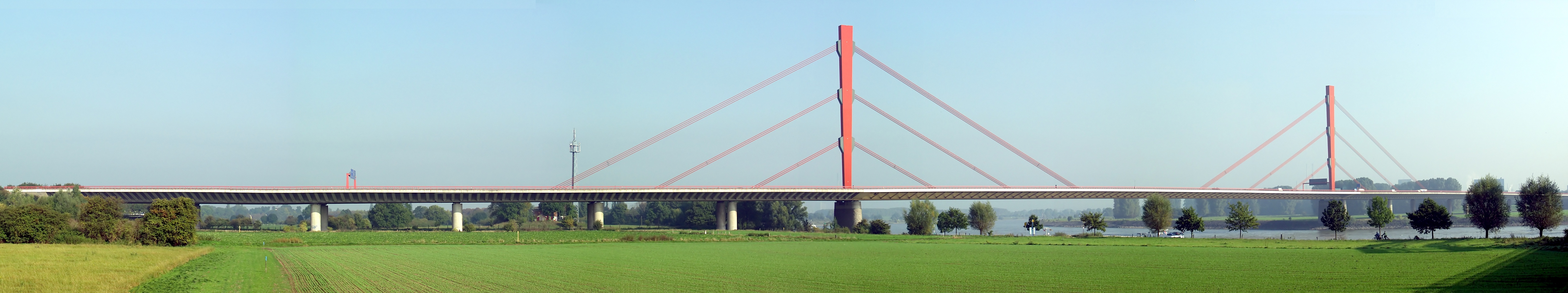
Il ponte sul fiume Reno

| A 42 |           |                                  |      |                |                |
| Tipo | n° uscita | Indicazione                      | km   | Corrispondenze | Strada europea |
|      | 1         | Incrocio di Kamp-Lintfort        | 0,0  |                |                |
|      | 2         | Moers Nord                       | 4,0  |                |                |
|      | 3         | Duisburg Baerl                   | 7,0  |                |                |
|      | 4         | Duisburg Beeckerwerth            | 9,4  |                |                |
|      | 5         | Duisburg Beeck                   | 10,9 |                |                |
|      | 6         | Incrocio di Duisburg Nord        | 14,4 |                |                |
|      | 7         | Duisburg Neumuhl                 | 16,1 |                |                |
|      | 8         | Incrocio di Oberhausen West      | 17,6 |                |                |
|      | 9         | Oberhausen Buschhausen           | 19,5 |                |                |
|      | 10        | Incrocio di Oberhausen Centro    | 21,5 |                |                |
|      | 11        | Oberhausen Neue Mitte            | 23,3 |                |                |
|      | 12        | Bottrop Sud                      | 26,0 |                |                |
|      | 13        | Essen Nord                       | 31,1 |                |                |
|      | 14        | Essen Altenessen                 | 32,4 |                |                |
|      | 15        | Gelsenkirchen Hessler            | 34,6 |                |                |
|      | 16        | Gelsenkirchen Zentrum            | 36,9 |                |                |
|      | 17        | Gelsenkirchen Schalke            | 39,1 |                |                |
|      | 18        | Gelsenkirchen Bismarck           | 41,4 |                |                |
|      | 19        | Herne-Wanne                      | 43,1 |                |                |
|      | 20        | Herne-Crange                     | 44,4 |                |                |
|      | 21        | Incrocio di Herne                | 46,6 |                |                |
|      | 22        | Herne-Baukau                     | 47,5 |                |                |
|      | 23        | Herne-Horsthausen                | 49,1 |                |                |
|      | 24        | Herne-Bornig                     | 51,4 |                |                |
|      | 25        | Castrop-Rauxel-Bladenhorst       | 53,1 |                |                |
|      | 26        | Castrop - Rauxel                 | 55,1 |                |                |
|      | 27a       | Incrocio di Castrop - Rauxel Ost | 58,1 |                |                |
|      | 27b       | Dortmund Bodelschwingh           | 58,3 |                |                |